# Veľký Kýr
Veľký Kýr (maďarsky Nagykér) je obec na Slovensku v okrese Nové Zámky. Žije v ní přibližně 2 900 obyvatel.

## Historie
Archeologické nálezy dokazují, že toto území bylo obývané již v době kamenné. V neolitu zde pravděpodobně bylo sídliště kultury s lineární keramikou. V 1. století n. l. zde Římané postavili pohraniční strážní věž (castellum), protože tudy vedla důležitá obchodní cesta, tzv. Jantarová stezka.
V roce 1948 dostala obec nový název – Milanovce. Obec se prudce rozvíjela, v roce 1949 v obci vzniklo jednotné zemědělské družstvo. V roce 1980 zde bylo 994 obytných domů, přičemž přes 700 vzniklo v poválečném období. Po sametové revoluci v roce 1989 obyvatelé obce sepsali petici, ve které žádali o navrácení původního názvu obce – Veľký Kýr. Povolení dostali v roce 1991.

## Partnerské obce
- Pellérd, Maďarsko
- Hajmáskér, Maďarsko
- Csengőd, Maďarsko
- Balatonkenese, Maďarsko